# Walter Brand
Walter Brand (* 23. November 1907 in Żyrardów, Russisches Kaiserreich; † 24. Dezember 1980 in Mühldorf am Inn) war ab Anfang der 1930er Jahre einer der führenden sudetendeutschen Politiker.

## Leben und Wirken
Während seiner Studienzeit in Wien trat Brand zum 14. Dezember 1931 der NSDAP bei (Mitgliedsnummer 781.417), war ein enger Freund Konrad Henleins, 1933 Mitgründer der Sudetendeutschen Heimatfront (ab 1935: Sudetendeutsche Partei, SdP) und Chefredakteur ihrer Zeitung Die Zeit. Mit der Umsiedlung nach Prag erlosch seine Parteimitgliedschaft. 1936 wurde er Leiter des Sekretariats der SdP in Prag, 1938 war er ein Organisator des Sudetendeutschen Freikorps und Hauptsturmführer der SA.
Brand gehörte innerhalb der SdP dem sogenannten Kameradschaftsbund um den Spann-Schüler Walter Heinrich an, also derjenigen Strömung, die bis weit in das Jahr 1937 hinein einen Anschluss des Sudetenlands an das nationalsozialistische Deutsche Reich ablehnten. Infolgedessen wurde dieser Parteiflügel nach dem Vollzug des Münchner Abkommens verfolgt: Bei den so genannten Dresdner Prozessen wurden 300 Angehörige des Kameradschaftsbundes, vielfach unter dem Vorwurf homosexueller Verfehlungen, politisch kaltgestellt, gemaßregelt oder inhaftiert.
Walter Brand verbrachte deswegen die Jahre 1939 bis 1945 nacheinander in den Konzentrationslagern Sachsenhausen, Natzweiler und Heinkel-Oranienburg. 
Nach Kriegsende war er als Vertriebenenpolitiker, Buchautor und Publizist in Bayern tätig, u. a. von 1950 bis 1952 Vorsitzender des Witikobundes sowie stellvertretender Vorsitzender der Sudetendeutschen Landsmannschaft. Er war Mitglied der Deutschen Gildenschaft.
Brand gehörte mit Wenzel Jaksch, Hans Schütz und Walter Zawadil zu den Verfassern der „Adventserklärung von Eichstätt“ vom 27. November 1949, in der Vertreter der Sudetendeutschen einerseits die Wiederherstellung ihrer eigenen Rechte und Freiheiten sowie die Anerkennung des Heimatrechts aller Vertriebenen, verwahrten sich andererseits aber auch gegen Kollektivbeschuldigungen gegen das tschechische und polnische Volk.

## Veröffentlichungen
- Auf verlorenem Posten. Ein sudetendeutscher Politiker zwischen Autonomie und Anschluß. (= Veröffentlichungen des Sudetendeutschen Archivs 21). München 1985.